# Бейтс Андреу, Генри
Генри Бейтс Андреу (англ. Henry Bates Andreou, греч. Xένρη Μπέιτς Ανδρέου; род. 2 апреля 2001, Ларнака) — кипрский футболист, защитник клуба «АЕК Ларнака».

## Биография

### Клубная карьера
Начинал заниматься футболом в школе «Анортосиса». С 2013 года находился в академии лондонского «Арсенала», но в 2017 году вернулся на Кипр, где присоединился к молодёжной команде «АЕК Ларнака». За основной состав команды дебютировал в чемпионате Кипра 9 мая 2021 года в матче последнего тура против «Анортосиса». В сезоне 2021/22 на правах аренды выступал за клуб второго дивизиона «Омония» Арадипу.

### Карьера в сборной
В сентябре 2021 года дебютировал за молодёжную сборную Кипра в матче отборочного турнира молодёжного чемпионата Европы 2023 против Лихтенштейна (6:0), отыграв второй тайм.